# San Cebrián de Mazote
San Cebrián de Mazote is een gemeente in de Spaanse provincie Valladolid in de regio Castilië en León met een oppervlakte van 35,50 km². San Cebrián de Mazote telt 159 inwoners (1 januari 2016).

## Demografische ontwikkeling
Bron: INE, 1857-2011: volkstellingen